# Hirundinidae
Los hirundínidos (Hirundinidae) son una familia de aves paseriformes que comprende a las golondrinas y los aviones. Son pájaros de tamaño pequeño o mediano (de 11 a 22 cm) que se alimentan de insectos en vuelo. Tienen el cuerpo esbelto y fusiforme y las alas largas, y muchas especies tienen la cola ahorquillada. Su pico es corto, pero pueden abrirlo mucho para capturar los insectos en vuelo. Las patas están adaptadas a la vida en los árboles; los dedos frontales están parcialmente unidos por la base.
Son aves cosmopolitas, y frecuentan una gran variedad de medios, desde las regiones semiáridas hasta los bosques, generalmente cerca del agua. Construyen nidos de barro con una mezcla de saliva y a veces plumas y materia vegetal, pegados en paredes, otros usan cavidades de acantilados, grutas y árboles, y otros excavan una madriguera en taludes arenosos o de tierra blanda. Muchas especies anidan en grandes colonias.

## Taxonomía
La familia Hirundinidae contiene ochenta y ocho especies de golondrinas y aviones, todos ellos pájaros insectívoros que cazan los insectos al vuelo. Los aviones ribereños son muy diferentes al resto de miembros, y por ello están ubicados en una subfamilia distinta, Pseudochelidoninae, mientras que las demás aviones y golondrinas están en la subfamilia Hirundininae. Los análisis de ADN sugieren que hay tres grupos grandes en la subfamilia Hirundininae, diferenciados por la forma de construir el nido. Los grupos son los «aviones excavadores», que incluye especies excavadoras de túneles como Riparia riparia, los «que se adueñan de huecos», como Tachycineta bicolor que utilizan cavidades naturales para anidar y los «constructores de nidos de barro». Se considera que la secuencia evolutiva de estos últimos va desde las especies con nido abierto (Hirundo y Ptyonoprogne), pasando por Delichon, con nidos ya cerrados, hasta Cecropis y Petrochelidon, con nidos en forma de retorta y un túnel de ingreso.

## Descripción
Los Hirundinidae tienen una forma corporal evolutivamente conservadora, que es similar en todo el clado, pero es diferente a la de otros paseriformess. Las golondrinas se han adaptado a la caza de insectos al vuelo desarrollando un cuerpo delgado y aerodinámico y unas alas largas y puntiagudas, que les permiten una gran maniobrabilidad y resistencia, así como frecuentes periodos de planeo. La forma de su cuerpo permite un vuelo muy eficiente; la tasa metabólica de las golondrinas en vuelo es entre un 49 y un 72% menor que la de los paseriformes equivalentes del mismo tamaño.

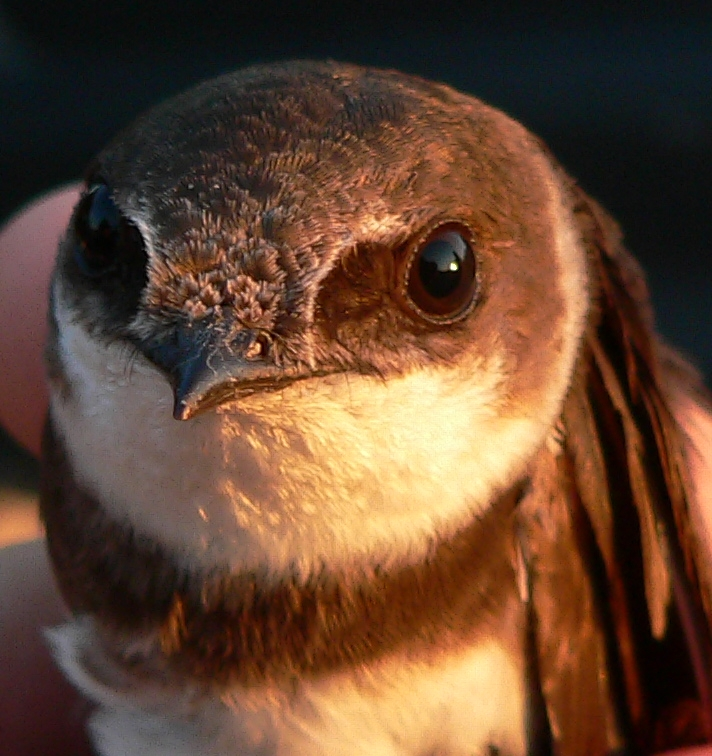
El pico del avión zapador es típico de la familia, corto y ancho.

Las golondrinas tienen dos fóveas en cada ojo, lo que les proporciona una aguda visión lateral y frontal que les ayuda a rastrear a sus presas. También tienen ojos relativamente largos, cuya longitud es casi igual a su anchura. Los ojos largos permiten aumentar la agudeza visual sin competir con el cerebro por el espacio dentro de la cabeza. La morfología del ojo en las golondrinas es similar a la de una rapaz.
Al igual que los vencejos y los chotacabras, que cazan de forma similar, tienen el pico corto, pero las mandíbulas fuertes y la boca ancha. La longitud de su cuerpo oscila entre  10 y 24 cm y su peso entre  10 y 60 g. La especie más pequeña en peso puede ser la golondrina fanti (Psalidoprocne obscura), con una masa corporal media de 9. 4 g mientras que la golondrina purpúrea (Progne subis) y la golondrina sureña (Progne elegans), que pesan ambos más de  50 g de media, rivalizan entre sí como las golondrinas más pesadas. Las alas son largas, puntiagudas y tienen nueve plumas primarias. La cola tiene 12 plumas y puede ser profundamente bifurcada, algo dentada o de punta cuadrada. Una cola larga aumenta la maniobrabilidad, y también puede funcionar como adorno sexual, ya que la cola es frecuentemente más larga en los machos. En las golondrinas de mar, la cola del macho es un 18% más larga que la de la hembra, y las hembras seleccionan a sus parejas en función de la longitud de la cola.
Sus patas son cortas y sus pies están adaptados para posarse más que para caminar, ya que los dedos delanteros están parcialmente unidos en la base. Las golondrinas son capaces de caminar e incluso de correr, pero lo hacen arrastrando los pies. Los músculos de las patas de las golondrinas de río (Pseudochelidon) son más fuertes y robustos que los de otras golondrinas. Las golondrinas de río tienen otras características que las separan de las demás golondrinas. La estructura de la syrinx es sustancialmente diferente entre las dos subfamilias; y en la mayoría de las golondrinas, el pico, las patas y los pies son de color marrón oscuro o negro, pero en las golondrinas de río, el pico es de color rojo anaranjado y las patas y los pies son de color rosa.
El plumaje más común de esta familia es azul oscuro brillante o verde por encima y las partes inferiores lisas o rayadas, a menudo blancas o amarronadas. Las especies que viven en madrigueras o en zonas secas o montañosas suelen ser de color marrón mate por encima (por ejemplo, el avión zapador (Riparia riparia) y los aviones Ptyonoprogne). Los sexos muestran un limitado o nulo dimorfismo sexual, siendo las plumas exteriores de la cola más largas en el macho adulto probablemente la distinción más común.
Los polluelos nacen desnudos y con los ojos cerrados. Los juveniles emplumados suelen aparecer como versiones más apagadas del adulto.

## Especies
La familia contiene 88 especies:
Subfamilia Pseudochelidoninae (aviones ribereños)
- Género Pseudochelidon:
  - Avión ribereño africano — Pseudochelidon eurystomina Hartlaub, 1861;
  - Avión ribereño asiático — Pseudochelidon sirintarae Thonglongya, 1968;

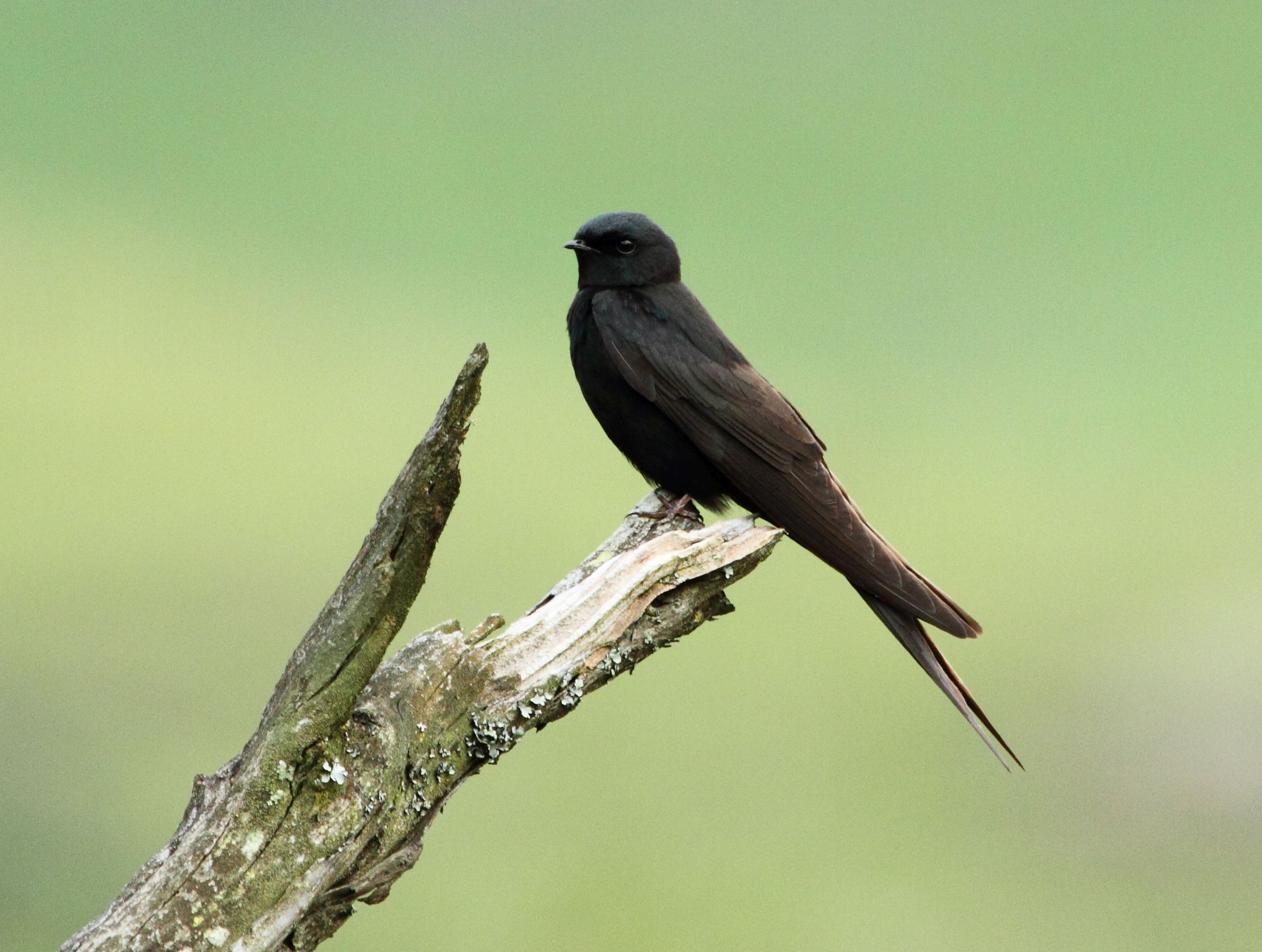
Psalidoprocne pristoptera.

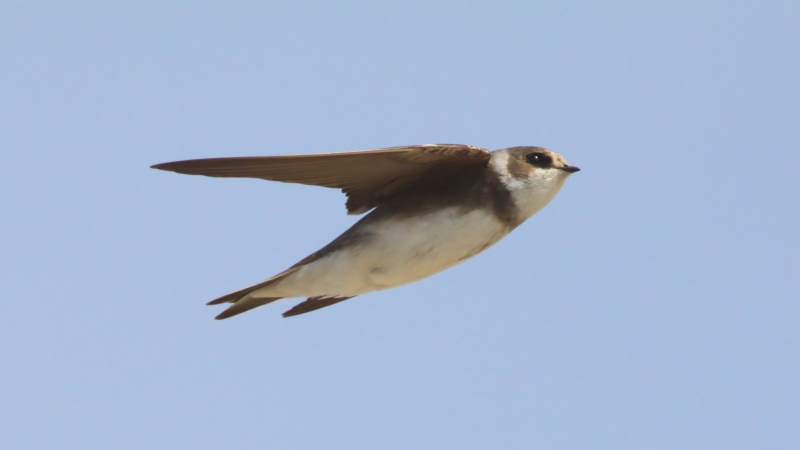
Riparia riparia.

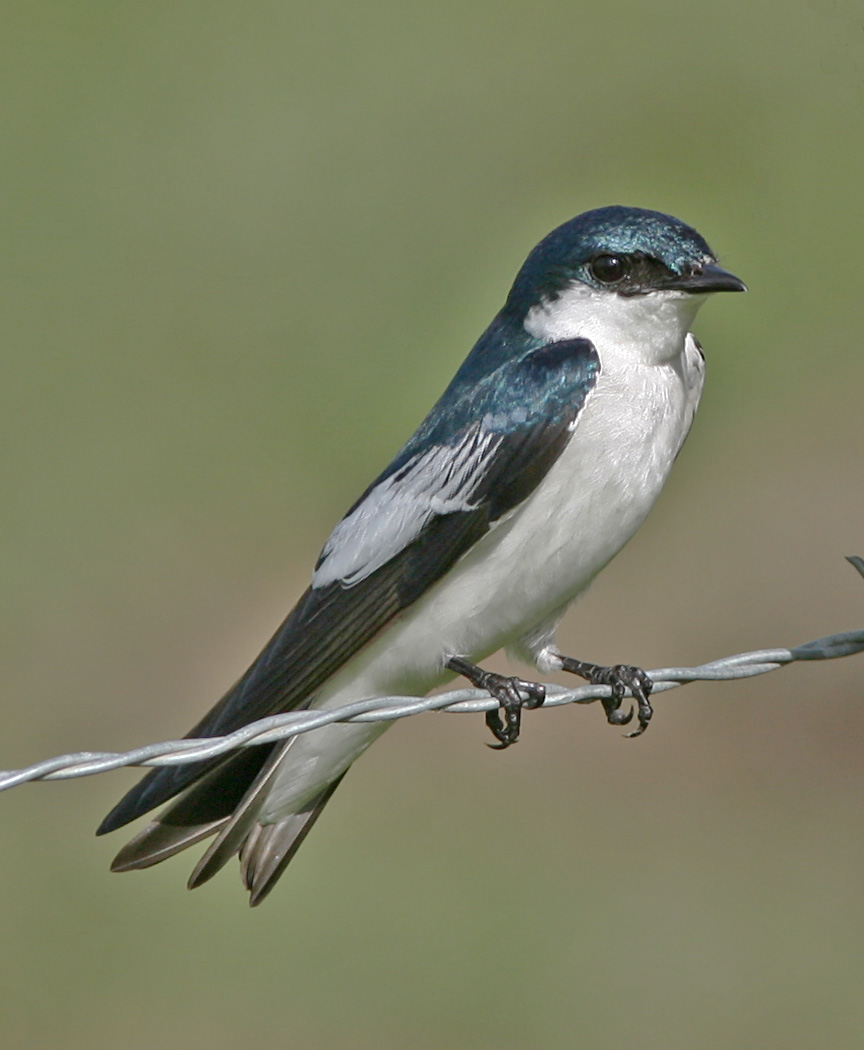
Tachycineta albiventer.

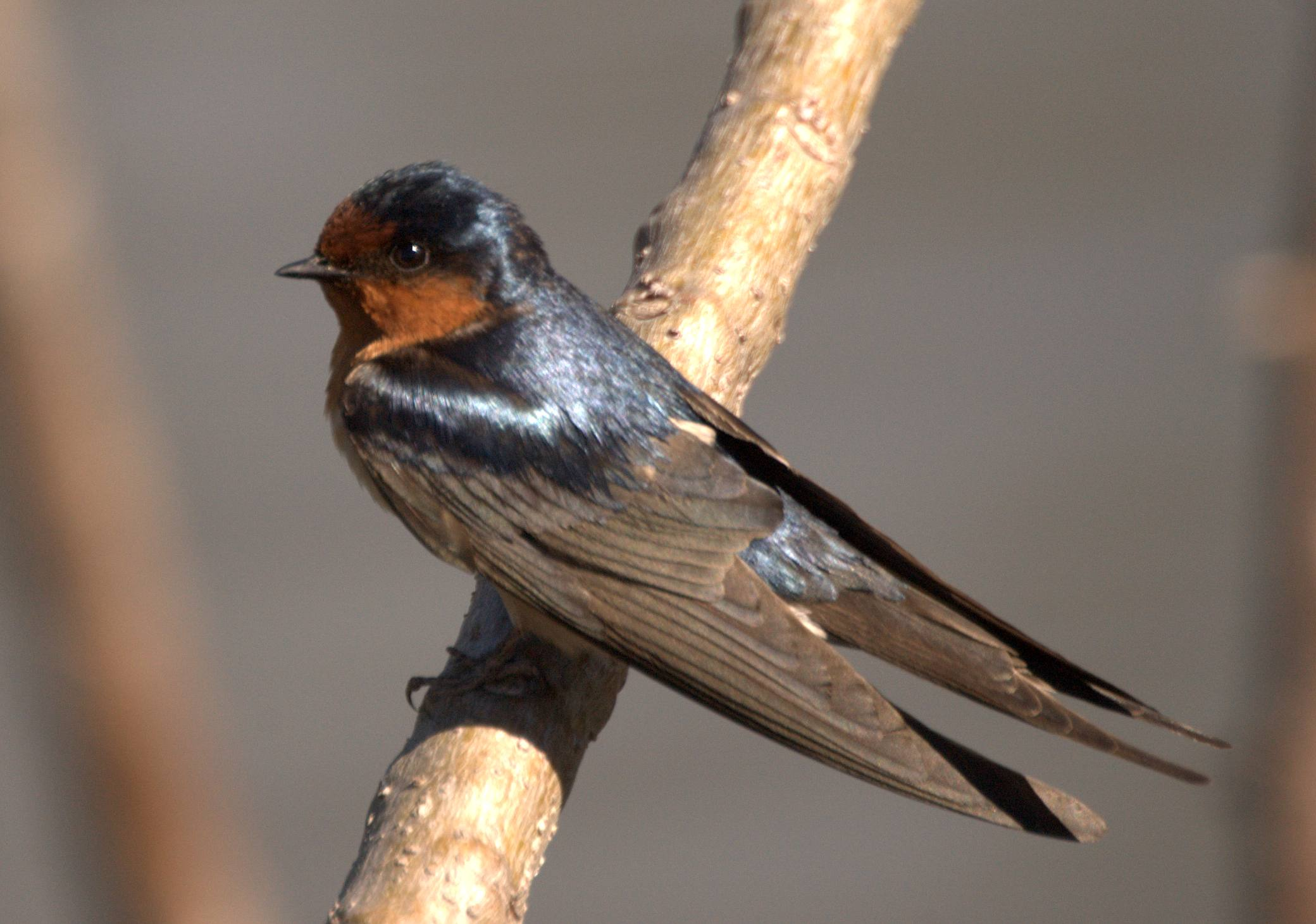
Hirundo neoxena.

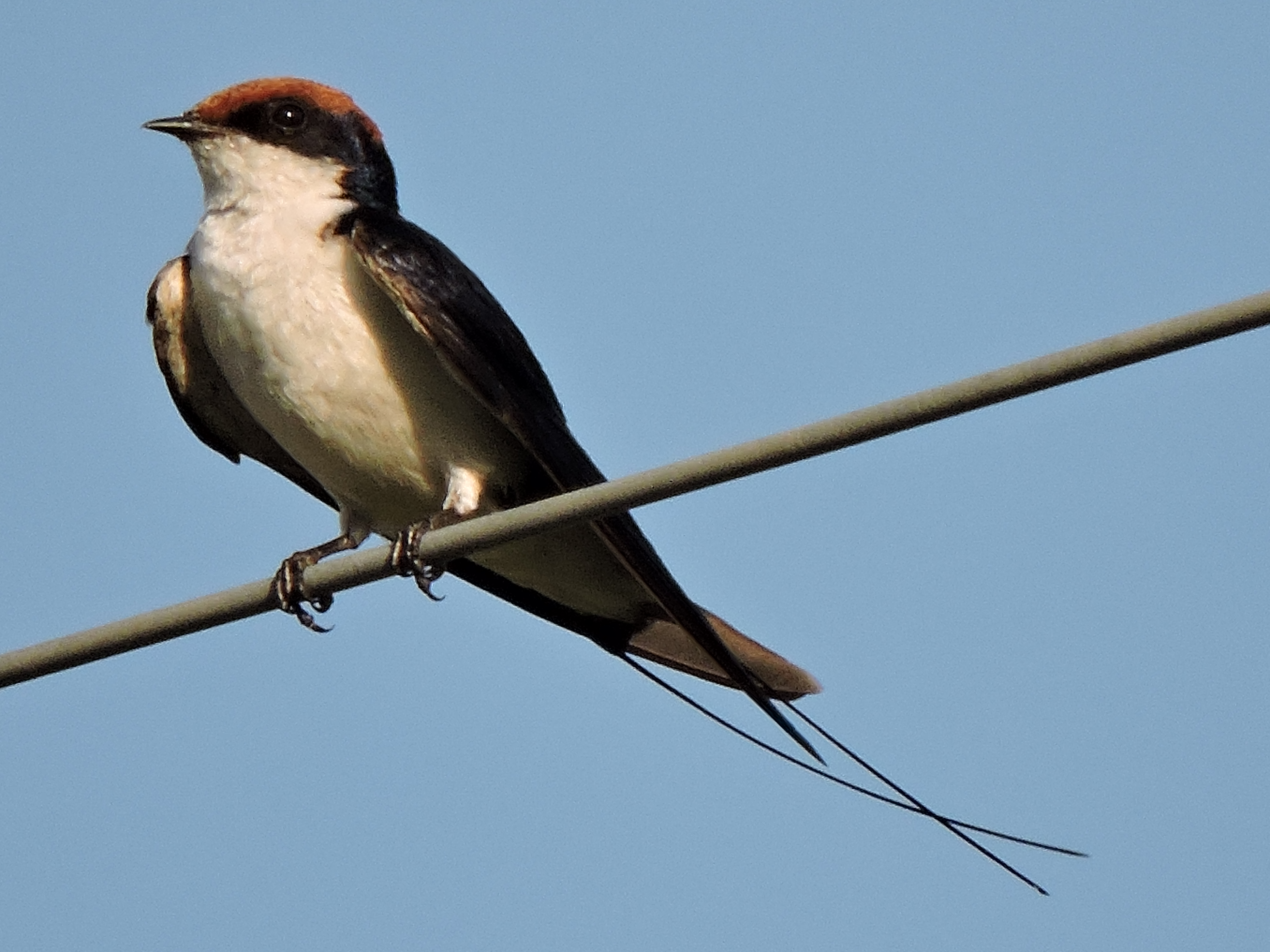
Hirundo smithii.

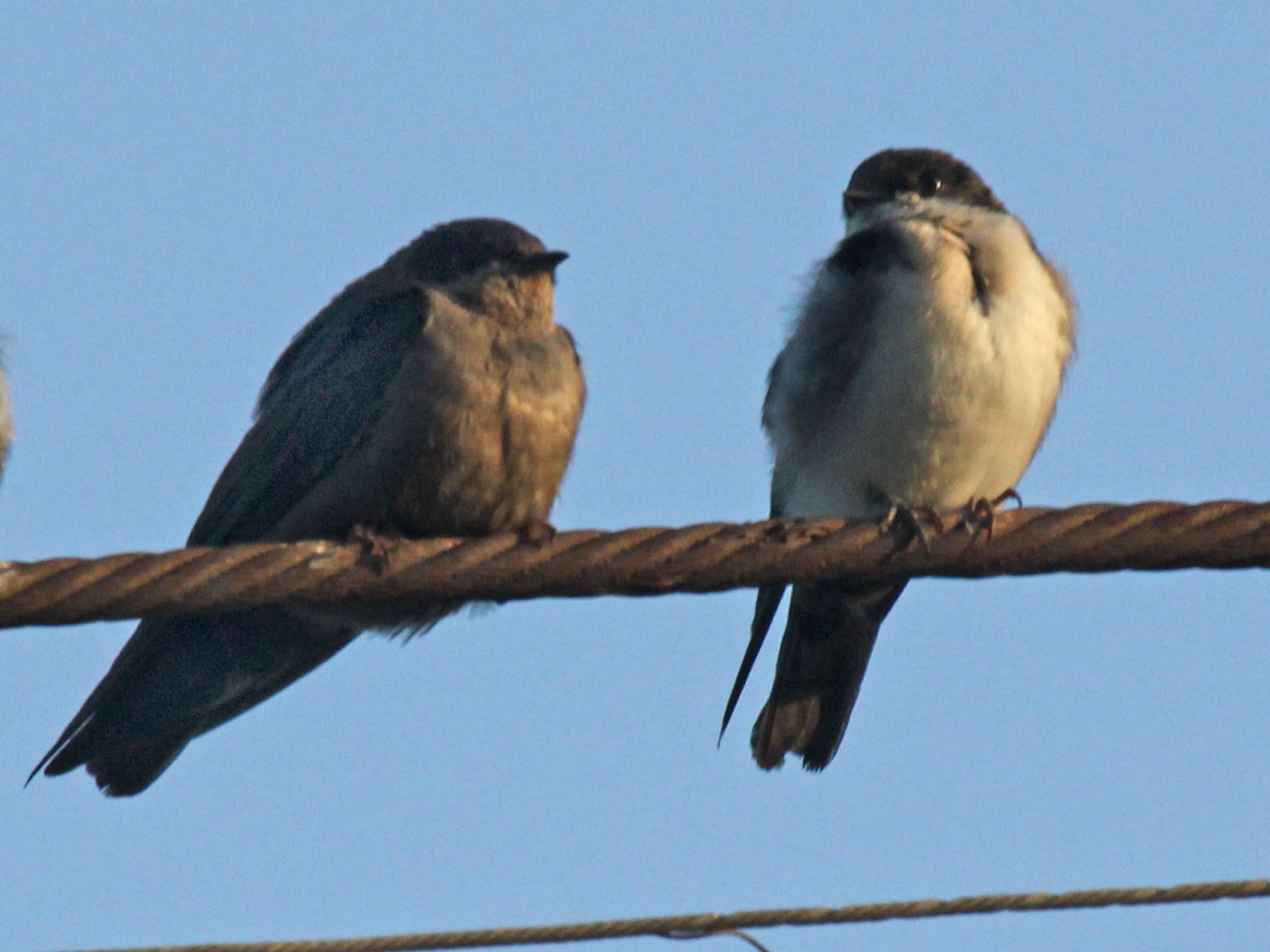
Notiochelidon murina (izq.) y Notiochelidon cyanoleuca (dcha.).

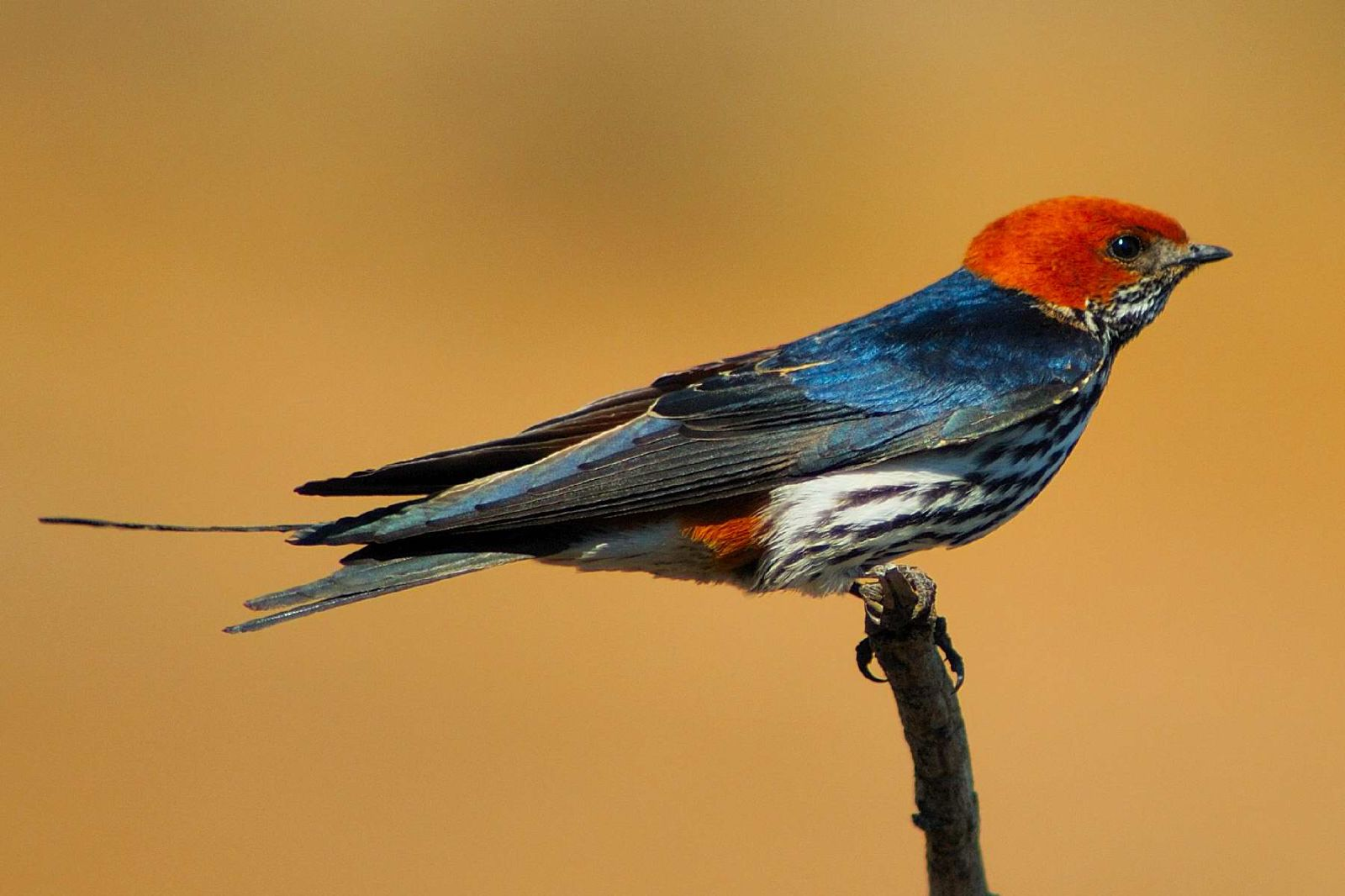
Cecropis abyssinica.

Cecropis daurica.

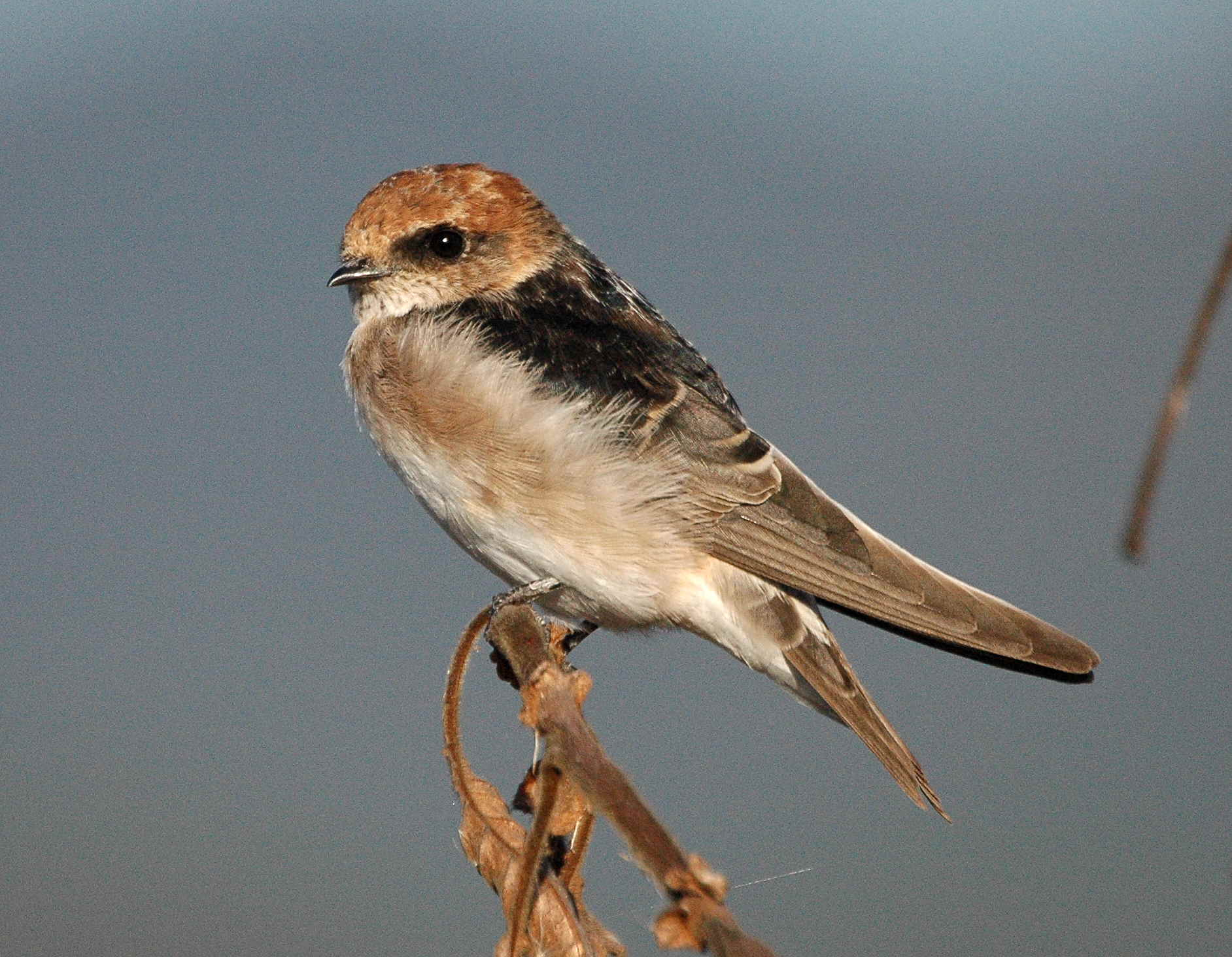
Petrochelidon ariel.

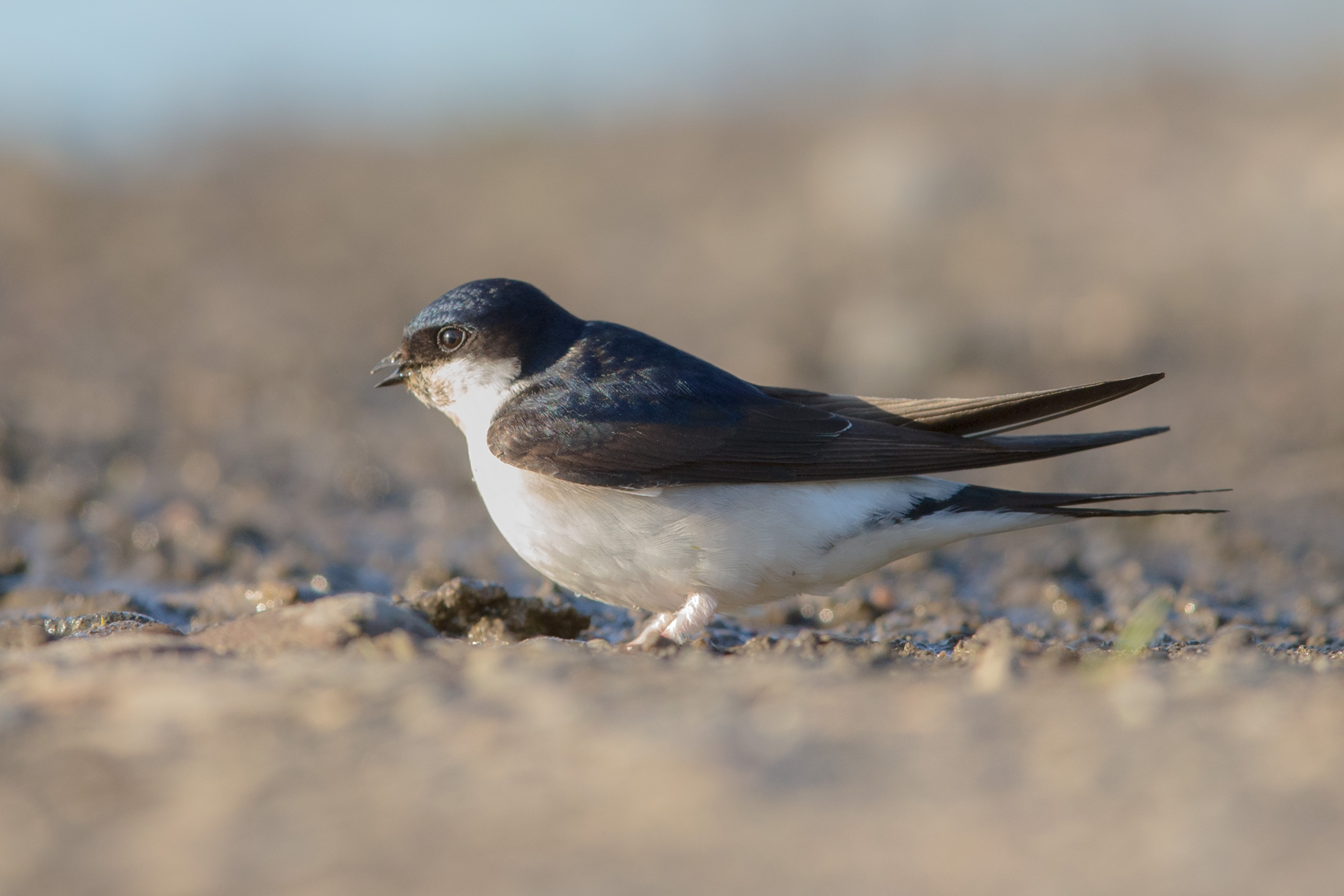
Delichon urbica.

Subfamilia Hirundininae (aviones y golondrinas)
- Género Psalidoprocne:
  - Golondrina colicuadrada — Psalidoprocne nitens (Cassin, 1857);
  - Golondrina camerunesa — Psalidoprocne fuliginosa Shelley, 1887;
  - Golondrina cabeciblanca — Psalidoprocne albiceps PL Sclater, 1864;
  - Golondrina negra — Psalidoprocne pristoptera (Ruppell, 1840);
  - Golondrina fanti — Psalidoprocne obscura (Hartlaub, 1855);
- Género Pseudhirundo:
  - Golondrina culigrís — Pseudhirundo griseopyga (Sundevall, 1850);
- Género Cheramoeca:
  - Golondrina dorsiblanca — Cheramoeca leucosterna (Gould, 1841);
- Género Phedina:
  - Golondrina de las Mascareñas — Phedina borbonica (Gmelin, 1789);
  - Golondrina del Congo — Phedina brazzae Oustalet, 1886;
- Género Riparia:
  - Avión paludícola — Riparia paludicola (Vieillot, 1817);
  - Avión paludícola asiático — Riparia chinensis (Gray, JE, 1830);
  - Avión del Congo — Riparia congica (Reichenow, 1887);
  - Avión zapador — Riparia riparia (Linnaeus, 1758);
  - Avión pálido — Riparia diluta (Sharpe & Wyatt, 1893);
  - Avión cinchado — Riparia cincta (Boddaert, 1783);
- Género Tachycineta:
  - Golondrina bicolor — Tachycineta bicolor (Vieillot, 1808);
  - Golondrina de manglar — Tachycineta albilinea (Lawrence, 1863);
  - Golondrina de Tumbes — Tachycineta stolzmanni (Philippi, 1902);
  - Golondrina aliblanca — Tachycineta albiventer (Boddaert, 1783);
  - Golondrina cejiblanca — Tachycineta leucorrhoa (Vieillot, 1817);
  - Golondrina chilena — Tachycineta leucopyga (Meyen, 1834);
  - Golondrina dorada — Tachycineta euchrysea (Gosse, 1847);
  - Golondrina verdemar — Tachycineta thalassina (Swainson, 1827);
  - Golondrina de las Bahamas — Tachycineta cyaneoviridis (H. Bryant, 1859);
- Género Progne:
  - Golondrina purpúrea — Progne subis (Linnaeus, 1758);
  - Golondrina cubana — Progne cryptoleuca S.F. Baird, 1865;
  - Golondrina caribeña — Progne dominicensis (Gmelin, 1789);
  - Golondrina sinaloense — Progne sinaloae Nelson, 1898;
  - Golondrina pechigrís — Progne chalybea (Gmelin, 1789);
  - Golondrina de Galápagos — Progne modesta Gould, 1839;
  - Golondrina peruana — Progne murphyi Chapman, 1925;
  - Golondrina sureña — Progne elegans Baird, SF, 1865;
  - Golondrina parda — Progne tapera (Linnaeus, 1766);
- Género Notiochelidon:
  - Golondrina barranquera — Notiochelidon cyanoleuca (Vieillot, 1817);
  - Golondrina ventriparda — Notiochelidon murina (Cassin, 1853);
  - Golondrina paticlara — Notiochelidon flavipes (Chapman, 1922);
  - Golondrina cabecinegra — Notiochelidon pileata (Gould, 1858);
- Género Haplochelidon:
  - Golondrina andina — Haplochelidon andecola (d'Orbigny y Lafresnaye, 1837);
- Género Atticora:
  - Golondrina fajiblanca — Atticora fasciata (Gmelin, 1789);
  - Golondrina acollarada — Atticora melanoleuca (Wied-Neuwied, 1820);
- Género Neochelidon:
  - Golondrina patiblanca — Neochelidon tibialis (Cassin, 1853);
- Género Stelgidopteryx:
  - Golondrina aserrada — Stelgidopteryx serripennis (Audubon, 1838);
  - Golondrina gorgirrufa — Stelgidopteryx ruficollis (Vieillot, 1817);
- Género Alopochelidon:
  - Golondrina cabecicastaña — Alopochelidon fucata (Temminck, 1822);
- Género Hirundo:
  - Golondrina común — Hirundo rustica Linnaeus, 1758;
  - Golondrina de Guinea — Hirundo lucida J Verreaux, 1858;
  - Golondrina angoleña — Hirundo angolensis Bocage, 1868;
  - Golondrina del Pacífico — Hirundo tahitica Gmelin, 1789;
  - Golondrina de los Nilgiri — Hirundo domicola Jerdon, 1844;
  - Golondrina australiana — Hirundo neoxena Gould, 1842;
  - Golondrina gorgiblanca — Hirundo albigularis Strickland 1849;
  - Golondrina etiópica — Hirundo aethiopica Blanford 1869;
  - Golondrina colilarga — Hirundo smithii Leach, 1818;
  - Golondrina azul — Hirundo atrocaerulea Sundevall, 1850;
  - Golondrina negrita — Hirundo nigrita G.R. Gray, 1845;
  - Golondrina alipinta — Hirundo leucosoma Swainson, 1837;
  - Golondrina coliblanca — Hirundo megaensis Benson, 1942;
  - Golondrina rojinegra — Hirundo nigrorufa Bocage, 1877;
  - Golondrina perlada — Hirundo dimidiata Sundevall, 1850;
- Género Ptyonoprogne:
  - Avión roquero — Ptyonoprogne rupestris (Scopoli, 1769);
  - Avión pálido — Ptyonoprogne obsoleta (Cabanis, 1850);
  - Avión isabelino — Ptyonoprogne fuligula (Lichtenstein, MHK, 1842);
  - Avión oscuro — Ptyonoprogne concolor (Sykes, 1832);
- Género Delichon:
  - Avión común — Delichon urbicum (Linnaeus, 1758);
  - Avión asiático — Delichon dasypus (Bonaparte, 1850);
  - Avión nepalí — Delichon nipalense Moore, 1854;
- Género Cecropis:
  - Golondrina cabecirrufa — Cecropis cucullata (Boddaert, 1783);
  - Golondrina abisinia — Cecropis abyssinica (Guerin-Meneville, 1843);
  - Golondrina pechirrufa — Cecropis semirufa (Sundevall, 1850);
  - Golondrina senegalesa — Cecropis senegalensis (Linnaeus, 1766);
  - Golondrina dáurica — Cecropis daurica (Laxmann, 1769);
  - Golondrina de Sri Lanka — Cecropis hyperythra (Blyth, 1849);
  - Golondrina del Sahel — Cecropis domicella (Hartlaub y Finsch, 1870);
  - Golondrina estriada — Cecropis striolata (Schlegel, 1844);
  - Golondrina ventrirrufa — Cecropis badia Cassin, 1853;
- Género Petrochelidon:
  - Golondrina gorgirroja — Petrochelidon rufigula (Bocage 1878);
  - Golondrina de Preuss — Petrochelidon preussi (Reichenow, 1898);
  - Golondrina del mar Rojo — Petrochelidon perdita (Fry y Smith, 1985);
  - Golondrina sudafricana — Petrochelidon spilodera (Sundevall, 1850);
  - Golondrina selvática — Petrochelidon fuliginosa (Chapin 1925);
  - Golondrina india — Petrochelidon fluvicola (Blyth, 1856);
  - Golondrina ariel — Petrochelidon ariel (Gould, 1842);
  - Golondrina arborícola — Petrochelidon nigricans (Vieillot, 1817);
  - Golondrina risquera — Petrochelidon pyrrhonota (Vieillot, 1817);
  - Golondrina pueblera — Petrochelidon fulva (Vieillot, 1808);
  - Golondrina cuellirrufa — Petrochelidon rufocollaris (Peale, 1848).